# آبشار بلمور
آبشار بلمور (به انگلیسی: Belmore Falls) آبشاری است که در نیو ساوت ولز، استرالیا واقع شده و ارتفاع کلی ریزشگاه آن ۱۰۰ متر است.